# Брандан, Адан
Адан Антониу Брандан (порт. Adão Antônio Brandão; 22 августа по другим данным 20 августа 1896, Пенафиел — 2 июля 1978, Рио-де-Жанейро), также известный как Бранданзиньо (порт.-браз. Brandãozinho) — португальский футболист, нападающий.

## Карьера
Адан Брандан родился в семье судьи Франсиску Маноэла Пинту Брандана и Марии де Граса. С 1910 года он начал учиться в колледже Сан-Карлус в Порту. Там же Адан стал играть в футбол. В одном из матчей его заметил менеджер клуба «Порту» и после игры пригласил в молодёжную команду. Там Брандан играл до 1911 года. В октябре 1912 году Адан покинул Португалию и уплыл в Бразилию. По одной версии, его отослал отец, недовольный тем, что учёбе Адан уделял намного меньше времени, чем спорту. По другой, Адан сам покинул родину, при чём сделал это вопреки воле семьи. Там Брандан стал работать на обувной фабрике, которая принадлежала дяде Адана.
Малыш, это земля рабочих. Той лёгкой жизни, которую ты вел в Порту, пришёл конец. Теперь настало время трудиться и двигаться вперед. Футбол и прочая ерунда — это для людей, не думающих о своей жизни и уж тем более о будущем, для бездельников, а здесь такие нам не нужныБразильские родственники Адана Брандана при разговоре с ним
В Бразилии Адан всё же продолжил играть в футбол. Сначала он выступал за команду «Реал Грандеса». В 1913 году клуб «Ботафого» пригласил сборную Лиссабона для товарищеских матчей в Рио-де-Жанейро, что вызвало интерес к футболу со стороны португальской диаспоры штата. Стали образовываться клубы из португальцев, среди которых появились «Сентру Деспортиву» и «Лузитания», в которых играл Брандан. В 1915 году «Лузитании» предложили объединение с клубом «Васко да Гама», который желал создать футбольную секцию. Объединение состоялось в ноябре 1915 года, а сам Адан был одним из активных сторонников вхождения в клуб. 3 мая 1916 года в первом в истории матча «Васко да Гамы» Брандан забил первый гол в истории клуба, поразив ворота «Паладину» (1:10), при этом свой гол футболист забил при счёте 0:8 в пользу «Паладину». В 1921 году Адан уехал в Португалию, чтобы навестить свою семью, а клуб в этот год занял первое место во втором дивизионе чемпионата штата Рио-де-Жанейро. Он возвратился на следующий год, но будучи не в форме, сыграл в чемпионате лишь один матч — против «Ботафого» (3:1), а клуб одержал победу в первенстве. 2 декабря 1923 года Брандан провёл последний матч за клуб, ставший первым для «Васко» против клуба из другой страны — второго состава уругвайского «Универсаля» (1:1).
Завершив игровую карьеру, Брандан остался в «Васко». Он занимал в клубе несколько должностей, включая директора и казначея команды. В 1971 году Адан серьёзно заболел и ему была проведена операция по удалению тромба в мозгу. Последние годы жизни у футболиста начались проблемы с памятью, из-за чего он начал забывать свои юные годы. В 1978 году Брандан умер.
Помимо футбола, Брандан занимался греблей, плаванием, водным поло, лёгкой атлетикой, стрелковым спортом и настольным теннисом. Он завоевал в этих видах спорта 67 трофеев, по другим данным 65 трофеев. Среди которых чемпионаты по гребле в Рио-де-Жанейро 1919 и 1921 годов, а в 1921 и 1922 годах, управляя двухвёсельной яхтой «Ибис» побеждал во всех соревнованиях в Сан-Паулу и Рио-де-Жанейро по этому виду спорта. Также стал известен случай, когда из-за травмы другого спортсмена, Брандан был вызван на соревнования по бегу на 200 метров. И на этом первенстве он одержал победу, опередив тогдашнего чемпиона Южной Америки Малагутти.

## Достижения
- Чемпион штата Рио-де-Жанейро: 1923

## Личная жизнь
Брандан был женат на Розе Портелла (1908), дочери Алберто Портелла, члена совета директоров «Васко да Гамы» и Авелины Фернандес Портелла, первой женщины-члена клуба, сделавшего первый флаг «Васко» и связавшую кепки для спортсменов. Они начали встречаться в 1924 году, а 22 сентября 1927 года поженились. У них родилось двое дочерей — Регина Мария и вторая, а также четверо внуков.